# Vanessa Bell
Vanessa Bell, född Stephen den 30 maj 1879 i London, död 7 april 1961 på Charleston Farmhouse nära Lewes i East Sussex, var en brittisk målare och formgivare. Hon var syster till författaren Virginia Woolf och gift med Clive Bell. Hon var mor till Julian, Quentin och Angelica Bell.

## Biografi
Vanessa Bell var det äldsta barnet i en skara på fyra och efter moderns död tvingades hon ta över hushållet och hjälpa till med att uppfostra sina tre yngre syskon. Hon utbildade sig till konstnär på Royal Academy. När fadern, sir Leslie Stephen, dog, nio år efter modern, flyttade hon och hennes tre syskon till Gordon Square i Bloomsbury där grunden lades till både Bloomsburygruppen och Omega Workshops. Vanessas bror Thoby arrangerade på torsdagskvällar möten för sina universitetsvänner där man diskuterade litteratur. Träffarna inspirerade Vanessa att starta "Friday Club", en fredagsklubb för konstnärer. Detta utmynnade så småningom i Bloomsburygruppen som kännetecknades av sina livliga diskussioner kring konst, litteratur och politik. Bloomsburygruppen har beskrivits av poeten och författaren Stephen Spender som "The most constructive and creative influence on English taste between the two wars."
Bloomsburygruppens främsta medlemmar var Virginia Woolf, hennes man Leonard Woolf, John Maynard Keynes och Lytton Strachey. De tre viktigaste för Vanessa Bells personliga och konstnärliga utveckling var kanske Clive Bell, Duncan Grant och Roger Fry vilka hon alla hade kärleksrelationer med.
Vanessa Bells tidiga målningar och även produktionen efter första världskriget betraktades av samtiden som konventionella i sitt uttryck. Perioden mellan 1910 och 1918 kännetecknas hennes verk av ett vågat uttryck och starka färger inspirerade av Roger Fry och hans post-impressionistiska utställningar. Under denna tid målade hon även rent abstrakt.
Tillsammans med Roger Fry och Duncan Grant var Vanessa Bell meddirektör och formgivare för det brittiska konsthantverksföretaget Omega Workshops i London 1913–1919. Under arbetet med den gruppen fokuserade hon mer på formgivning av keramik, möbler och textiler.
Vanessa Bell och Duncan Grant flyttade 1916 till Charleston Farmhouse i Sussex som blev en samlingsplats för deras konstnärsvänner och andra intellektuella. De hjälptes åt att dekorera Charleston i Omegastilens anda. Vanessa fortsatte att tillbringa delar av året på Charleston fram till sin död 1961. Huset är numera renoverat och drivs av The Charleston Trust och är öppet för allmänheten.

## Bilder

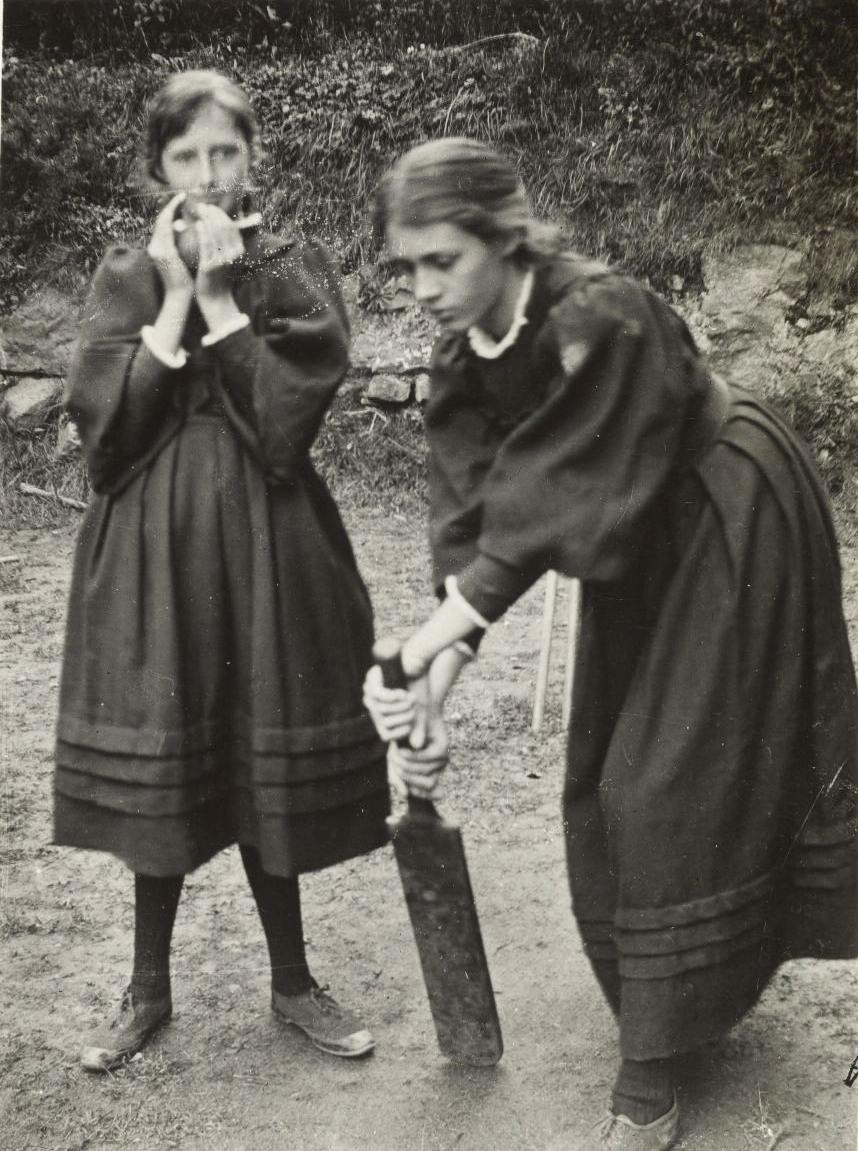
Systrarna Virginia Woolf och Vanessa Bell (née Stephen) vid Talland House, St. Ives, 1894.
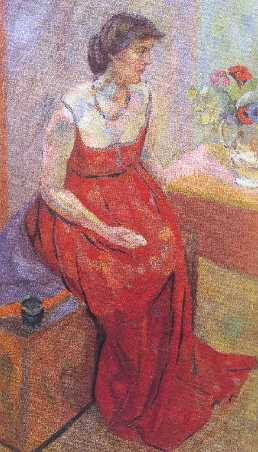
Porträtt av Vanessa Bell (utförd av Roger Fry 1916).
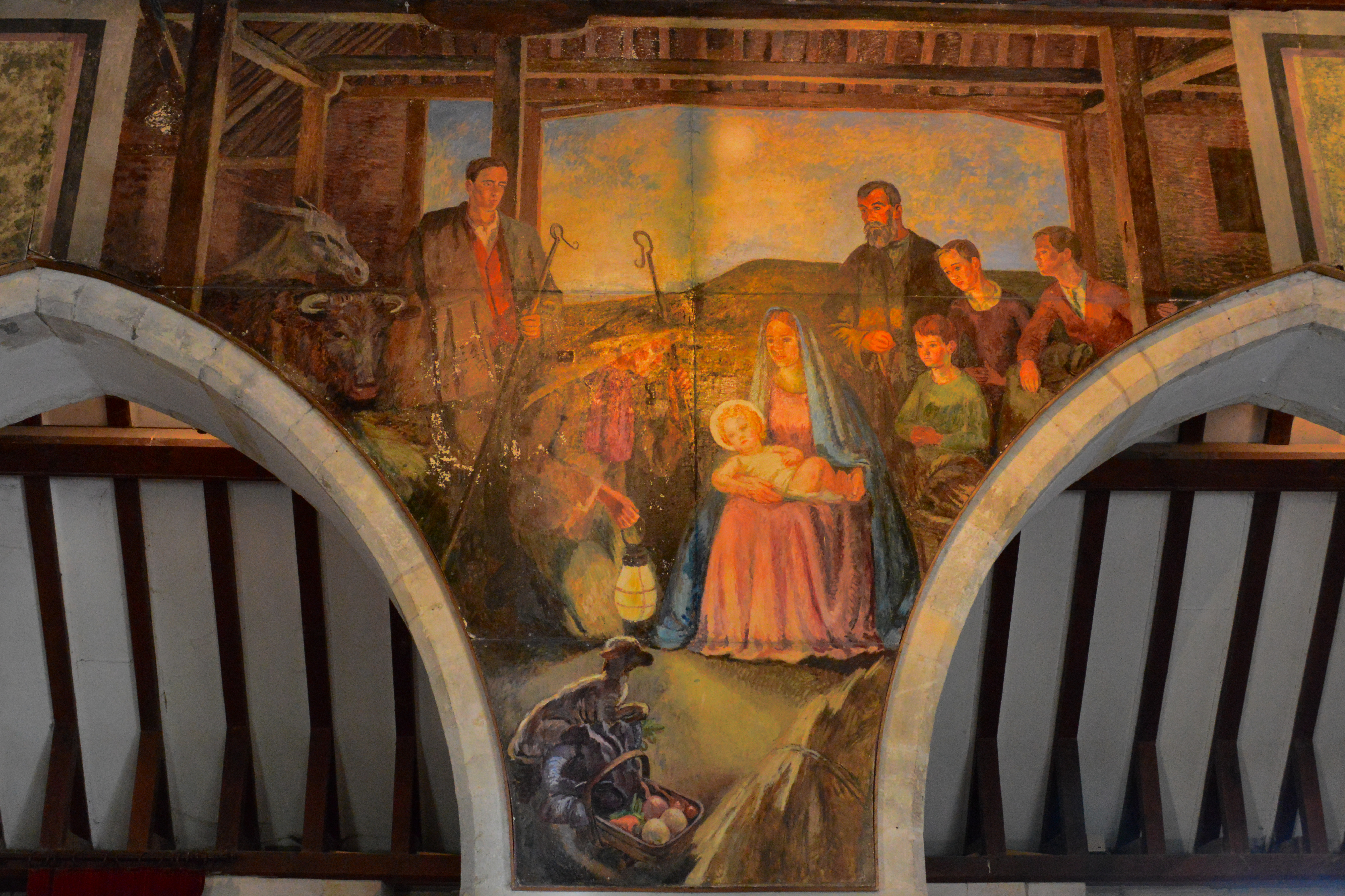
The Nativity (St Michael and All Angels Church, Berwick, East Sussex, c.1942).
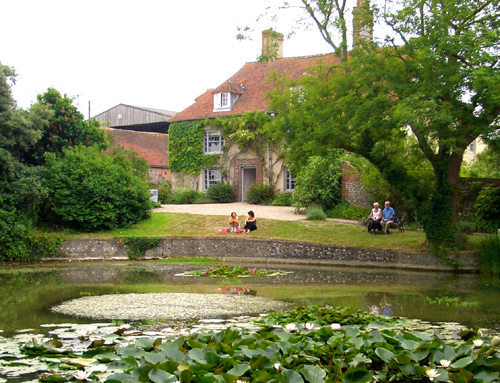
Charleston Farmhouse, East Sussex.